# Graeme Jones
Graeme Anthony Jones (Gateshead, 13 marzo 1970) è un allenatore di calcio ed ex calciatore inglese, di ruolo attaccante.

## Palmarès

### Giocatore

#### Competizioni nazionali
- Campionato inglese di quarta divisione: 1

Wigan: 1996-1997

#### Individuale
- Capocannoniere del campionato inglese di quarta divisione: 1

1996-1997 (31 gol)